# Xã Mount Pleasant, Quận Delaware, Indiana
Xã Mount Pleasant (tiếng Anh: Mount Pleasant Township) là một xã thuộc quận Delaware, tiểu bang Indiana, Hoa Kỳ. Năm 2010, dân số của xã này là 14.102 người.